# Tiantai
Tiantai (chiń. 天台宗, pinyin Tiāntái zōng; Wade-Giles T’ien-t’ai tsung; kor. 천태 Ch’ŏnt’ae chong; jap. Tendai; wiet. Thiên thai) – jedna z najważniejszych szkół buddyzmu chińskiego, założona w VI wieku przez Zhiyi. Jej nazwa pochodzi od góry Tiantai w prowincji Zhejiang, na której znajdował się główny klasztor szkoły.
Wyznawcy tiantai poświęcali się studiowaniu Sutry lotosu, uważając że zawiera ona w sobie całą esencję buddyzmu i godzi różne drogi prowadzące do oświecenia.
Szkoła ta zanikła po 845 roku, na skutek prześladowań buddyzmu za czasów dynastii Tang.

## Historia szkoły

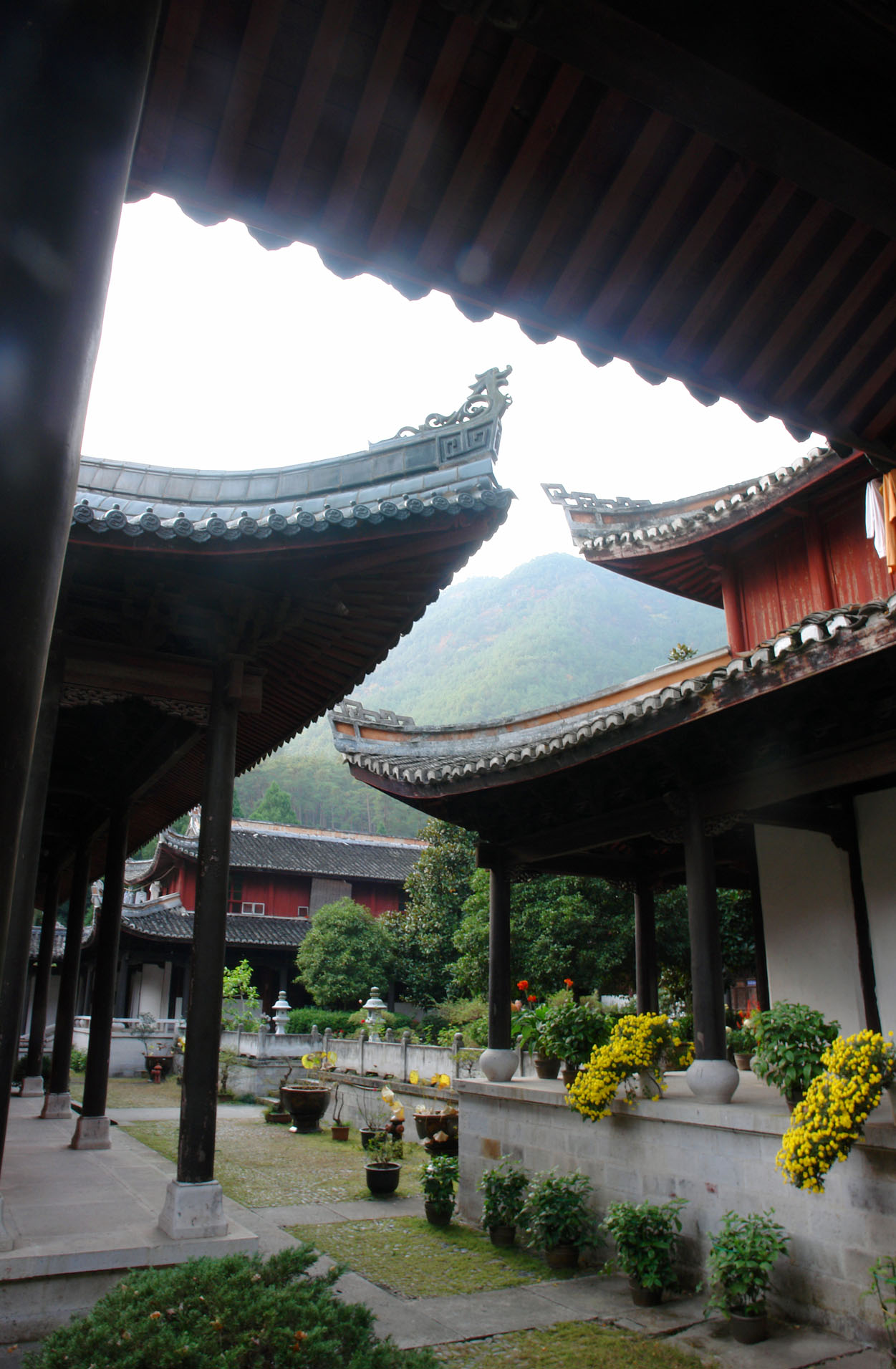
Fragment klasztoru Guoqing

Uważa się, że szkoła tiantai została założona przez mnicha nazwiskiem Zhiyi, gdyż to właśnie on był tym, który usystematyzował doktryny szkoły i doprowadził je do ostatecznego zakończenia. Trzeba wspomnieć jednak o jego dwóch poprzednikach, którymi byli Huiwen (o którym wiadomo bardzo mało) i Nanyue Huisi. Chociaż Zhiyi powinien być pierwszym patriarchą szkoły, to z szacunku dla wybitnych prekursorów pierwszym patriarchą został Nagardżuna, drugim – Huiwen, trzecim – Nanyue Huisi, a dopiero czwartym – Zhiyi.
Po krótkim pobycie w Nankinie Zhiyi zatrzymał się na górze Tiantai. Wkrótce stał się tak bardzo znany, że cesarz Xuan Di (chiń. 宣帝) z dynastii Chen (chiń. 陳) w 577 r. wydał dekret, w którym ogłosił, że wszystkie dochody z całego dystryktu maja zasilić klasztorną wspólnotę tiantai. Prawie wszystkie klasztory założone na tej górze należały do tej szkoły.
Sam Zhiyi, tak jak większość wybitnych nauczycieli przed nim, nie pozostawił po sobie wielu napisanych tekstów, jednak jego uczniowie zapisali jego wykłady. Dotyczyły one głównego tekstu szkoły, czyli Sutry Lotosu. Trzema najważniejszymi pracami powstałymi z wykładów mistrza Zhiyi były:
- Miaofa lianhua jing xuanyi (Głębokie znaczenie „Sutry Lotosu“) – systematyczne badanie nauk Buddy z Sutrą Lotosu jako punktem centralnym.
- Miaofa lianhua jing wenju (Tekstualny komentarz do „Sutry Lotosu“)
- Mohe zhiguan (Wielka koncentracja i wgląd)

W następnych latach szkoła związała się z dynastią Sui, która panowała w latach 581–618, co spowodowało, iż po dojściu do władzy Tangów, szkoła utraciła poparcie władz (w przeciwieństwie do szkoły huayan). Wtedy rozwinął swą działalność Zhang’an Guanding (561-632) – piąty patriarcha. Nie cieszył się on poparciem nawet przez cesarza Yang Di z dynastii Sui. Guanding napisał kilka wersji wstępu do monumentalnej pracy Zhiyi Mohe zhiguan i w ostatniej wersji stworzył podstawę przekazu nauk i ideologii szkoły. Powtórzył wersję z patriarchami Indii z Fu fazang yinyuan zhuan (pol. Relacja Awadany z przekazu Skarbu Dharmy). Była to tzw. „zachodnia“ linia przekazu. Natomiast „wschodnia“ linia przekazu Dharmy biegnie wstecz do Huiwena od Zhiyi. Żaden z mistrzów szkoły nie podjął próby połączenia linii „zachodniej“ ze „wschodnią“. Natomiast Nagardżuna – 13 patriarcha linii „zachodniej“ – został uznany za „głównego rodowego przodka“ (chiń. gaozushi). Stało się tak dlatego, iż Huiwen był wnikliwym czytelnikiem pracy Dazhidu lun, uchodzącej wówczas za dzieło Nagardżuny.
W VIII w. działał jeden z największych mistrzów szkoły i jej odnowiciel, dziewiąty patriarcha – Jingxi Zhanran. Jego bardzo wpływowym dziełem był podręcznik ordynacyjny Fanwang jing. Zajął się w nim m.in. "ordynacją przez samego siebie". Według niego można się było samemu zaordynować biorąc w czasie ceremonii buddów i bodhisattwów jako wyświęcających. W takim przypadku już samo wzięcie schronienia było przyczyną powstania samej istoty wskazań (chiń. jieti) w samo ordynującym się uczestniku ceremonii.
W okresie Song narosła kontrowersja pomiędzy klasztorami z góry Tiantai (chiń. shanjia, pol. domowa góra) utrzymującymi pierwotną doktrynę, a klasztorami tiantai znajdującymi się w innych regionach Chin (chiń. shanwai, pol. poza górą) i propagujące nową doktrynę ("czystego umysłu"). Reprezentantem "góry" był Siming Zhili (960-1028), najwcześniejszym reprezentantem "poza górą" był Yuanqing (zm. 997). W myśli Zhili istnieje intersubiektywna relacja pomiędzy odczuwającymi istotami a buddami (lub raczej pomiędzy każdą odczuwającą istotą a każdym buddą). Zatem relacja pomiędzy każdą parą osób oświeconych i nieoświeconych może być rozumiana z różnych perspektyw, bez żadnej subiektywności zredukowanej do drugiej. Natomiast frakcja z "poza góry" konsekwentnie redukowała relację pomiędzy buddami a odczuwającymi istotami do procesu emanacji z prawdziwego umysłu buddy. Echa tego konfliktu można znaleźć także w szkole chan. Frakcja górska była paralelna do praktyki huatou w szkole linji, a frakcja "poza górą" – z "cichą iluminacją" (chiń. mozhao chan, jap. mokusho-zen) szkoły caodong. Ogólnie, te nowe idee powstały pod wpływem szkoły chan i szkoły huayan, a zwłaszcza dużą rolę odegrały prace mistrza chan i patriarchy huayan – Guifenga Zongmi.
Ostatecznie zwyciężyła strona "domowej góry". Prace Zhili stały się częścią ortodoksyjnego kanonu tiantai w czasie panowania dynastii Tang.

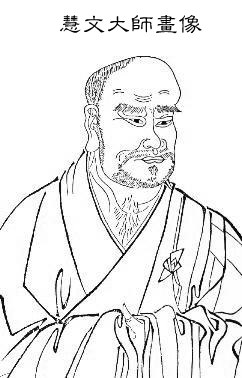
Huiwen

Wielkim ciosem były prześladowania buddyzmu w IX wieku. W ich wyniku upadająca szkoła utraciła zasadniczo prawie wszystkie swoje teksty. Mnisi, którzy chcieli szkołę w różnych okresach reaktywować, musieli sprowadzać teksty z Korei lub Japonii.
Od IX w. klasztory szkoły na górze Tiantai zaczęły być przejmowane przez szkołę chan.
Około XI w. rozpoczęło się ponowne ożywienie szkoły tiantai. Znany był Siming Zhili (960-1028), uczeń Yitonga (zm. 988), mający ponad 30 bliskich uczniów. Ważną postacią tego okresu był Ciyun Zunshi (964-1032). W swojej działalności skupił się na promocji rytuałów dla świeckich buddystów. Usiłował on także odciągnąć ludzi od używania krwi, mięsa i alkoholu w pogrzebowych i poświęconych przodkom rytuałach. Ciyi z kolei energicznie zajmował się także propagowaniem praktyk, w których zaadaptował lokalne chińskie bóstwa i duchy do religii buddyjskiej oraz mocno naciskał na przeprowadzanie rytuałów skruchy. Obaj także zajmowali się popularyzowaniem praktyk Czystej Krainy poprzez zakładanie świeckich stowarzyszeń mających w nazwie słowo "lotos" (chiń. lianshe). Dzięki ich działalności szkoła ta stała się w okresie Song jedną z dominujących form buddyzmu w Chinach (poza chanem). Jednym z działających wówczas mistrzów tiantai był Jingfan (zm. 1128), który również miał bliskie relacje ze Szkołą Czystej Krainy.
Do XI w. żaden z klasztorów należących do szkoły tiantai nie był klasztorem publicznym. Właściwie wszystkie publiczne klasztory należały do szkoły chan. Prawdopodobnie pierwszym publicznym klasztorem tiantai stał się Yanqing. Siming Zhili twierdził w petycji z 1010 r., że poprzedni opat klasztoru przekazał go jemu, pod warunkiem, że stanie się on klasztorem publicznym poświęconym nauczaniu doktryny tiantai. W następnych latach pojawiły się publiczne klasztory przeznaczone dla członków linii przekazu tiantai. To doprowadziło do stworzenia formalnego rozróżnienia pomiędzy publicznymi klasztorami chan, a publicznymi klasztorami skojarzonymi albo ze szkołą tiantai, albo ze szkołą huayan. Prawo podatkowe z 1145 r. ustanawiało podatki różnej wysokości dla mnichów żyjących w dziedzicznych klasztorach szkoły winaji, publicznych klasztorach chan i publicznych klasztorach doktrynalnych (tiantai, huayan). Czyli w tym czasie podział taki był już oficjalny.
Pod koniec XI w. szkoła chan zaczęła tracić do pewnego stopnia swoją uprzywilejowaną pozycję. Klasztory publiczne z opatami należącymi do szkoły tiantai lub huayan stawały się coraz liczniejsze, kosztem establishmentu chan. Na początku XIII wieku już tylko połowa publicznych klasztorów należała do szkoły chan
Okresy Yuan, Ming i Qing
Upadek Songów spowodował kolejny kryzys szkoły. Dynastia Yuan wspierała buddyzm tybetański, a chan kontynuował swój rozwój i popularność atakując inne szkoły. Najważniejszą postacią okresu Yuan był zapewne Xuxi Huaize (pocz. XIV w.). Napisał on polemiczny traktat Zapiski z przekazu pieczęci umysłu Buddy w tiantai, w celu obrony tradycji tiantai przeciwko krytyce ze strony szkoły chan.
W XVI- i XVII-wiecznych Chinach odrodzenie buddyzmu zaczęło się najpierw w szkołach doktrynalnych, takich jak tiantai, huayan i faxiang, zwłaszcza iż cesarzem był sprzyjający buddyzmowi Wanli panujący w latach 1572–1620. Jedną z głównych postaci tego odrodzenia był Miaofeng Zhenjue (1537–1589), który studiował pod kierunkiem Yuetinga Mingdego (1531–1588), dobrze zaznajomionego z tekstami różnych szkół buddyjskich i nie mającego skłonności do wybrania jednej z nich. Podobno jednak Miaofeng nie skorzystał z jego nauczania i zrozumiał doktrynę tiantai poprzez tzw. „naturalne włączenie“ (chiń. xingju), dzięki czytaniu prac Siminga Zhili. W 1554 r. rozpoczął karierę jako mistrz tiantai. Miał on dwóch wybitnych uczniów – Wujina Chuandenga (znanego także jako Youxi) (1554–1628) i Wulou Chuanpinga (1565–1614). Wujin ożywił słynne klasztory tiantai Gaoming i Ayuwang. Jednym z najważniejszych tekstów powstałych w tym okresie była praca Wujina O naturze wliczając dobro i zło. Podjął próbę zharmonizowania nauk tiantai z konfucjanizmem i z ideami zawartymi w Sutrze Śurangamie. Tianxi Shoudeng (1607–1676) – uczeń Wujina Chuandenga – stał się jednym z najbardziej wpływowych nauczycieli i egzegetów tiantai w okresie Qing,
Mnich Dixian (1852–1932) ożywił pod koniec XIX i na początku XX wieku szkołę tiantai. Od 21 stycznia 1913 r. był opatem klasztoru Guanzong w Ningbo, w którym w 1913 r. założył seminarium. Ponad 100 000 osób uważało się za jego uczniów. Jego uczniem był Tanxu (1875–1963), słynny wykładowca i założyciel klasztorów. W 1922 r. założył Instytut Buddyjskich Nauk w Wuchang.
Nauki szkoły zostały przeniesione do Korei i Japonii. Do Korei wprowadził nauki tej szkoły mnich Hyŏngwang, uczeń Nanyuego Huisiego, a nieco później mnich z Goguryeo – Payak (562–613), który był uczniem mistrza Zhiyi. Szkoła nosiła nazwę ch’ŏnt’ae (cheontae). W XI w. reformator buddyzmu Taegak Ŭich’ŏn (Daegak Euicheon; 1055–1101) ponownie zakłada szkołę. Do Japonii wprowadził ją w 805 r. mnich Saichō (767–822).

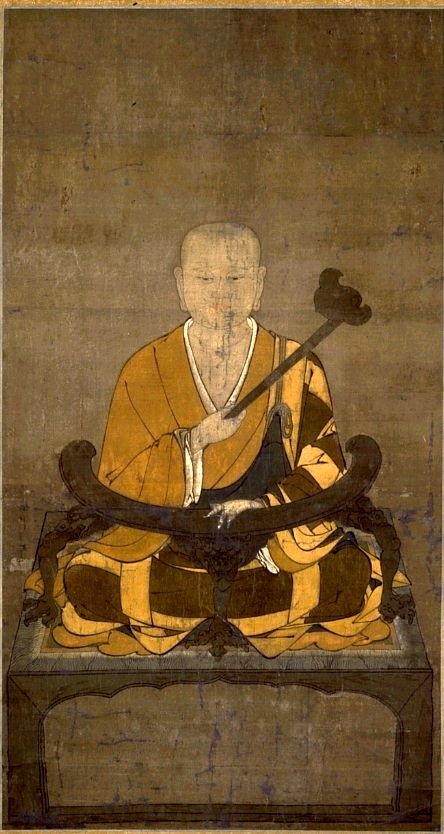
Samana Zhiyi

## Doktryna
Szkoła ta (tak jak i szkoła huayan reprezentuje charakterystyczną i całkowicie chińską buddyjską odpowiedź na indyjski buddyzm. Tiantai wprowadziła wyróżniające się hermeneutyczne podejście do potężnego buddyjskiego kanonu. Wykazywała silne nastawienie synkretyczne, stworzyła system panjiao do rankingu sutr, którego kulminacją, według tej szkoły, była Sutra Lotosu. Tiantai podkreślała doktrynę Jednego Umysłu, uniwersalną naturę Buddy i że pierwotny budda jest tym samym, co wszechświat.
Szkoła tiantai obrazuje chińską próbę ustanowienia wielkiej eklektycznej szkoły rozpoznającej wszystkie formy buddyzmu. Dzięki jej wszechstronności i encyklopedycznej naturze, znalazło się w niej miejsce dla wszystkich sutr. Były one postrzegane jako teksty stopniowo ujawniane przez Nauczyciela, gdy zorientował się, że jego słuchacze zaczynali stopniowo rozumieć jego przesłanie coraz lepiej. Ta szkoła nie widziała antagonizmu pomiędzy hinajaną a mahajaną, wszystkie sutry były akceptowane jako prawdziwe słowa Buddy, wygłaszane podczas pewnego okresu. Jednak szkoła ta uważała, że Saddharma zawiera istotę wszystkich nauk. Uważała także, że każdy człowiek może stać się Buddą, gdyż wszyscy posiadamy naturę Buddy.
Nowy sposób myślenia o buddyzmie rozwinął się w tej szkole na podstawie takich buddyjskich idei jak Cztery Szlachetne Prawdy, współzależne powstawanie, chwilowość (kśanikawada), pustka (siunjata), dwie prawdy, nie-ja (anatman) i środkowa droga.

### Klasyfikacja sutr i nauk
W związku z masowym napływem tekstów buddyjskich do Chin, Chińczycy poczuli się zagubieni z powodu ich ilości. W północnych Chinach, w czasie panowania Północnej dynastii Wei (386-535) powstała tendencja do klasyfikowania i usystematyzowania tej olbrzymiej masy sutr, które zostały przetłumaczone w tym okresie na język chiński.
Zhiyi, świetnie zaznajomiony z całym kanonem, stworzył system zwany panjiao (chiń. 判教)  czyli podział okresów nauczania. System ten można podsumować zwrotem "pięć okresów i osiem nauk". "Pięć okresów" dotyczy podziału zgodnego z chronologią, a "osiem nauk" - podziału zgodnego z metodą i naturą. A zatem:
- Huayan jing czyli (Avatamsaka Sutra)
- (Teksty) Āgama
- Fangdeng czyli Vāipulya ("szerokie i równe", podstawowa mahajana)
- Dabanruo jing czyli Mahāprajñāpāramitā Sūtra
- Fahua niepan jing czyli Mahāparinirvāna Sūtra i Miaofa lianhua jing czyli Saddharma puṇḍarīka sūtra (Sutra lotosu)[24].

Zhiyi tłumaczył, iż Budda po osiągnięciu oświecenia pozostawał w stanie ekstazy i w tym stanie umysłu wygłosił w ciągu 3 tygodni Sutrę Awatamsaki. Jednak tylko ludzi o najwyższych możliwościach intelektualnych byli zdolni do jej pełnego zrozumienia. Słuchacze zachowywali się jakby byli głusi lub głupi i rozeszli się niezadowoleni. To przekonało Buddę, że ludzie nie są jeszcze gotowi na tak głębokie nauki i zdecydował się na głoszenie prostych tekstów hinajany, czyli Agam.
Okres Agam trwał 12 lat. To, co wtedy Budda nauczał, nie było pełną a tylko dostosowaną prawdą, składającą się z Czterech Szlachetnych Prawd, Ośmiorakiej ścieżki i Dwunastu ogniw współzależnego powstawania. Te nauki mógł zrozumieć każdy, więc ludzie masowo przychodzili słuchać Buddy i się nawracali, łącznie z jakszami, demonami itd. Ponieważ sutry te zostały pomyślane tak, aby przyciągnąć słuchaczy, okres ten nazywa się czasem "zachęcającym".

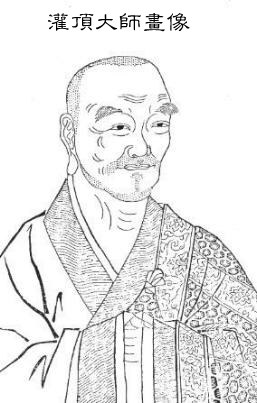
Guanding – uczeń i następca Zhiyi

Po wygłoszeniu tych podstawowych nauk, które były zrozumiałe dla ludzi, Budda doszedł do wniosku, iż trzeba pójść naprzód. Powiedział słuchaczom, że Agamy nie zawierają ostatecznej prawdy, która jest zawarta w sutrach mahajany, które każdy powinien zrozumieć, aby osiągnąć wyzwolenie. Jednak w tym okresie, który trwał osiem lat, Budda również nie głosił prawd mahajany w pełni, zasadniczo był zainteresowany w porównywaniu hinajany z mahajaną. W celu zniszczenia dumy i samozadowolenia tych, którzy wierzyli w ideał hinajany, czyli arhata, wskazał na nadrzędny ideał mahajany - bodhisattwę, który jest głównie zainteresowany wybawieniem innych. Tan okres jest nazywany Wajpulją (skr. Vāipulya) lub fangtang (szerokie i równe). Szerokie, bo te nauki są uniwersalne, a równe, bo sutry te nauczają o samathā - identyczności Buddy i człowieka. Ponieważ w tym okresie Budda skarcił arhatów za ich błędne poglądy, czasem nazywa się ten okres "karcącym".
Następny okres trwał 22 lata. Budda rozpoczął wtedy omawiać abstrakcyjne metafizyczne problemy. Najlepszym przykładem jest Sutra Mahapradźniaparamity. W tym okresie mówiąc np. o absolucie używał negatywnych sformułowań. Wykazał również całkowite nieistnienie przeciwieństw.
W okresie piątym Budda podkreślał całkowitą tożsamość przeciwieństw. Trzy pojazdy: śrawaków, pratjekabuddów i bodhisattwów, są obecnie zjednoczone w jeden pojazd – ekajana. Misją Buddy na ziemi jest wybawienie wszystkich istot, a to może być jedynie wykonane w zgodzie z Saddharmą. Dlatego Saddharma jest uważana za najwyższą naukę Buddy. Okres ten obejmował ostatnie osiem lat życia Buddy.
Myśliciele szkoły uważali, że Budda czasem wygłaszał nauki pięciu okresów równocześnie. Aby omówić tą ewentualność szkoła wypracowała schemat ośmiu nauk; cztery związane z metodami nauczania i cztery związane z naturą nauk.
Pierwsze cztery to
- Nagła lub natychmiastowa nauka. Metoda ta jest odpowiednia dla istot o najwyższych zdolnościach. Budda głosił swoje nauczanie bez wstępnych instrukcji, a jego słuchacze byli zdolni uchwycić prawdę natychmiast. Była to metoda zastosowana w czasie nauczania nauk zawartych w Sutrze Awatamsace.
- Stopniowa nauka. W tej metodzie słuchacze są prowadzeni krok po kroku, od podstawowych nauk do najgłębszych. Może być podzielona na trzy etapy: początkowy (zgodny z okresem Agam), środkowy (zgodny z fangdeng i końcowy (zgodny z okresem Pradźni). Nauki Saddharmy z piątego okresu nie są włączone w ten schemat, gdyż mistrzowie tiantai uważali, że nie są one ani stopniowe, ani nagłe, bowiem są ponad wszystkimi metodami, ponieważ przedstawiają ostateczną prawdę Buddy.
- Tajemna nauka. Była to metoda używana przez Buddę, gdy mówił do kogoś w sekrecie, w odosobnieniu. Był zatem rozumiany tylko przez tę osobę. Słuchaczy mogło być mnóstwo, lecz dzięki swoim nadnaturalnym mocom Budda tak przekazywał nauki, każdy ze słuchaczy myślał, iż mówi on tylko do niego i do nikogo więcej.
- Nieokreślone nauki. W tej metodzie słuchacze znają się nawzajem, ale słyszą inne nauki Buddy i rozumieją je także inaczej[28].

Dwie ostatnie metody (sekretna i nieokreślona) były wykorzystywane przez Buddę, gdy musiał nauczać ludzi o całkowicie różnych zdolnościach w tym samym czasie. Umiejętność Buddy do przekazywania różnych nauk różnym ludziom w tym samym czasie, a więc mówienia wieloma głosami naraz, wymagała oczywiście nadnaturalnych mocy, które Budda posiadał. Mógł również mówić w tym samym czasie w wielu różnych miejscach. Mógł milczeć w jednym miejscu, lecz mówić w innym.
W przeciwieństwie do tych, którzy uważali, że Budda mówił jednym głosem, ale słuchacze rozumieli jego słowa różnie, Zhiyi twierdził, iż Budda celowo mówił wieloma głosami, a różnice w przekazie wynikały nie z różnych interpretacji przez słuchaczy, ale z różnych intencji Buddy.
Następna czwórka

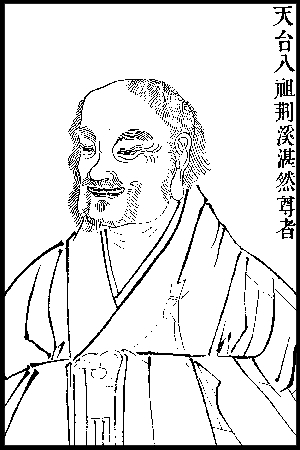
Jingxi Zhanran

- Doktryny Pitaki czyli nauki hinajany przeznaczone dla śrawaków i pratjekabuddów.
- Zwyczajna doktryna; nauki dla ludzi hinajany i podstawowa mahajana. Nauki przeznaczone dla śrawaków, pratjekabuddów i podrzędnych bodhisattwów.
- Specjalna doktryna, wygłaszana tylko dla bodhisattwów.
- "Okrągła" czyli doskonała doktryna[c], która dotyczy środkowej drogi i wzajemnej tożsamości (jeden element zawiera wszystkie elementy)[29].

Następnie Zhiyi musiał połączyć ten podział z pięcioma okresami.
- Okres Awatamsaki zawierał zarówno doktryny doskonałe i specjalne (nazywany był zatem dwojakim).
- Okres Agam zawierał tylko nauki Pitaki (nazywany był zatem prostym).
- Okres Wajpulji zawierał aż cztery doktryny, zatem był związany z nimi.
- Okres Pradźni zawierał głównie nauki doskonałe, ale w dużo mniejszym stopniu także zwyczajne i specjalne; jest więc okresem niecałkowicie "okrągłym" (niecałkowicie doskonałym).
- Okres Saddharmy zawierał jedynie nauki całkowicie "okrągłe" czyli doskonałe[30].

### Trojaka prawda
Szkoła tiantai postępowała za naukami Nagardżuny, że wszystkie złożone rzeczy są nietrwałe, że wszystkie dharmy nie mają własnego "ja" i że tylko nirwana jest spokojem. Również jedną z jego nauk było to, że istnieje prawdziwy stan noumenu, który może być urzeczywistniony i przejawiony w fenomenie. Nie istnieje noumen poza fenomenem. Co więcej - sam fenomen jest w rzeczy samej noumenem. Aby uniknąć dychotomicznego myślenia o nich (noumen kontra fenomen), szkoła tiantai rozwinęła teorię trojakiej prawdy: pustki (chiń. 空 kong), chwilowości (chiń. 假 jia) i środka (chiń.中 zhong) :
- Fenomeny są puste, nie mają własnej natury. (Wynika to z faktu, że nie mają swojej własnej niezależnej rzeczywistości. Tę pustkę nazywa się także prawdą przełamania przez subiektywne złudzenia. Pustka dharm nie oznacza nicości, nicość bowiem nie może przełamać ułudy.)
- Fenomeny istnieją jedynie chwilowo ze światowej perspektywy. (Dlatego mogą być postrzegane przez nasze zmysły.)
- Fenomeny są zarówno pozbawione istnienia (puste) jak i istnieją tymczasowo w tym samym czasie. (Jest to synteza pustki i fenomenalnego istnienia, uniwersalności i szczególności. Fakt, że każda dharma jest pusta i chwilowa w tym samym czasie, tworzy "średnią" prawdę. Ta średniość nie oznacza czegoś pomiędzy tymi dwoma stanami dharmy, ale coś, co jest ponad nimi.)[31].

Te trzy prawdy podkreślają ideę totalności i wzajemnej tożsamości - całość i jej części są tożsame. Zatem np. cały wszechświat i wszyscy buddowie mogą być obecni w ziarnku piasku lub na szczycie włosa. Mistrz szkoły określił to tak: yinian sanqian (一念三千; jedna myśl w trzech tysiącach światów). To wyrażenie ma ukazać wzajemne przenikanie się wszystkich dharm i ostateczną jedność wszechświata.

### Trojaka kontemplacja
Potrójna kontemplacja była praktyczną stroną koncepcji Zhiyi o potrójnej prawdzie, kluczowym terminie związanym z tradycją tiantai.
Trojaka kontemplacja odnosi się zarówno do "trojakiego zaprzestania" (chiń. 三止 sanzhi, skr. śamatha) jak i "trojakiego wglądu/kontemplacji" (chiń. 三觀 sanguan, skr. vipaśyanā).

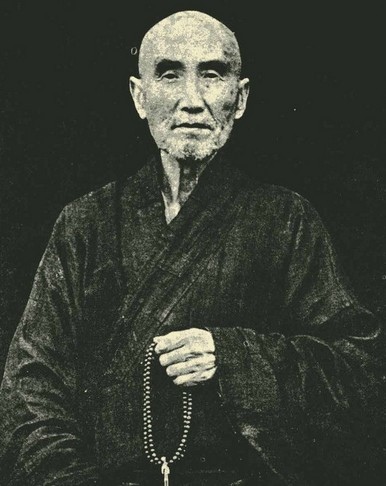
Tanxu

### Absolutny umysł
Tożsamość fenomenów z noumenem (absolutem) była wyjaśniana przez doktrynę absolutnego umysłu. Ten absolutny umysł zawiera z sobie cały wszechświat. Tym samym istnienie wszystkie rzeczy w świecie zależy od tego umysłu. Absolutny umysł składa się z dwóch natur: czystej i nieczystej. Jego czysta natura jest odpowiedzialna za atrybuty Buddy, natomiast natura nieczysta, jest odpowiedzialna za miriady rzeczy w fenomenalnym świecie. W swojej substancji umysł absolutny jest wszędzie taki sam i niezróżnicowany, jednak w działaniu jest różnorodny i zatem zróżnicowany. Ale pomimo tej różnorodności, te wszystkie fenomenalne przejawienia się są harmonijnie zintegrowane w absolutnym umyśle.

### Koncentracja i wgląd
W tym świecie ogląd rzeczy przez człowieka jest obarczony błędem  wynikającym z ułudy w jakiej żyją ludzie. Ta ułuda może być zniszczona tylko przez kultywację duchową. Praktyka (kultywacja) składa się z koncentracji (chiń. 止 zhi) i wglądu (chiń. 觀 guan). Dzięki koncentracji można urzeczywistnić, że wszystkie dharmy nie mają własnej natury i dlatego nie cieszą się prawdziwym istnieniem. To, że odbieramy je jako prawdziwe wynika z naszych iluzji i wyobraźni. Gdy to urzeczywistnimy, wtedy wszystkie błędne myśli przestaną się pojawiać. Przez wgląd urzeczywistniamy, że chociaż dharmy nie mają prawdziwego istnienia, są wciąż kreowane przez umysł i ostatecznie cieszą się tymczasowym istnieniem oraz wykonują pewne światowe działania. Dlatego też wydaje się, że istnieją, tak jak sny.
Teoria, iż wszystko jest manifestacją absolutnego umysłu, poprowadziła logicznie do stanowiska zajętego przez Zhanrana, który utrzymywał, że natura Buddy może być znaleziona nawet w rzeczach nieożywionych, takich jak góry, rzeki, a nawet w najdrobniejszych cząsteczkach kurzu.

## Praktyka
Pierwsze swoje przemyślenia na temat praktyki Zhiyi zawarł w tekście Li zhifa (chiń. 立制法). Opisuje w nim dwa podstawowe podejścia do wyzwolenia. Pierwszym jest samotna praktyka głęboko w górach lub lasach, z daleka od innych. Drugie podejście jest dla niego ważniejsze, gdyż dotyczyło praktyki we wspólnocie mnisiej.
Wyróżnia trzy podstawowe sposoby religijnego życia we wspólnocie tiantai:
- Praktykowanie siedzącej medytacji we wspólnotowym budynku (chiń. yi tang zuochan)
- Udział w praktycznych sprawach wspólnoty mnisiej (chiń. zhi sengshi)
- Wykonywanie skruchy w sanktuarium lub miejscu praktyki oddzielnym od innych (chiń. biechang chanhui)[36].

Najważniejsze było życie głównego budynku medytacji. Członkowie wspólnoty byli zobowiązani do przestrzegania sztywnego reżimu - wspólnej medytacji, kultu i uczęszczania na wykłady buddyjskiej doktryny. Medytacja składała się z czterech okresów medytacyjnych, trwających w sumie około ośmiu godzin. Oprócz tego społeczność brała udział w kultowych ceremoniach i usługach w sześciu interwałach: rano, w południe, późnym popołudniem, wieczorem, o północy i późnej nocy. Posiłki odbywały się dwukrotnie w ciągu dnia: rano i w południe.
Mnisi, a nawet i laicy, wykazujący wyjątkową motywację, byli zachęcani do skruchy w sanktuarium. Opuszczali wspólnotę mnichów z budynku medytacji i izolowali się w odosobnieniu na pewien okres. Tam prowadzili intensywną i efektywną formę praktyki znaną pod zbiorczą nazwą "czterech rodzajów samadhi" (chiń. sizhong sanmei). To wyrażenie jest związane wyłącznie ze szkołą tiantai. Nie odnosi się ono to czterech stanów samadhi, ale do czterech sposobów uprawiania samadhi. W swojej pracy Mohe zhiguan Zhiyi podaje klasyczną definicję czterech rodzajów samadhi.
1. Nieustanne siedzenie (chiń. changzuo sanmei)
Zasadniczo jest to po prostu medytacja nazywana "samadhi jednej praktyki" (chiń. yixing sanmei, skr. ekavyūha-samādhi). Praktykujący siedzieli w medytacji przez okres 90 dni.
2. Nieustanne chodzenie (chiń. changxing sanmei)
Tę praktykę można utożsamić z praktyką znaną jako pratyutpanna samadhi (chiń. banzhou sanmei). Medytujący także przez okres 90 dni okrążał ołtarz z buddą Amitabhą.
3. Częściowe chodzenie i częściowe siedzenie (chiń. banxing banzuo sanmei).
Tę praktykę można skojarzyć z dwoma praktykami: lotosowym samadhi (chiń. fahua sanmei) i skruchą fangdeng (chiń. fangdeng chanfa). Obie są ukształtowane wokół powtarzanych cyklów chodzenia i siedzącej medytacji. Skrucha  fangdeng oparta była na Da fangdeng tuoluoni jing. Dzienny plan był następujący: 1. Składanie ofiary, bicie pokłonów, skrucha, ślubowanie i rytualna ablucja; 2. Okrążanie sali z towarzyszeniem recytacji dharani; 3. Pokłony, skrucha i ślubowanie; 4. Siedzenie w medytacji; 5. Okrążanie sali z towarzyszeniem recytowanej dharani; 6. Siedzenie w medytacji. Lotosowe samadhi przybiera dwie formy. Pierwsza forma, to 21-dniowa praktyka oparta na 28 "Rozdziale o nawoływaniu bodhisattwy Samantabhadry" z Sutry lotosu i krótkim tekście Sutra o praktyce wizualizacji bodhisattwy Samantabhadry. Ta medytacja polegała na intensywnym oddawaniu czci i recytowaniu Sutry lotosu, oraz na sformalizowanej ceremonii spowiedzi znanej jako skrusze sześciu zmysłów (chiń. liugen chanhui) lub skrusze lotosu (chiń. fahua chanfa). Drugą formą lotosowego samadhi była praktyka anluo xing (pol. praktyka/kurs uspokajania i błogości.)  oparta na 14 rozdziale Sutry lotosu (chiń. anluo xing pin). Trwała ona 21 dni i koncentrowała się całkowicie na uprawianiu głębokiego samadhi bez przeszkód w postaci stałych granic czasowych czy też przerw na przeprowadzenie rytuałów. Według podręcznika Zhiyi Fahua sanmei chanyi 21-dniową praktykę skruchy wykonywano samotnie w budynku składającym się z centralnego sanktuarium oraz dodatkowego pomieszczenia dla wykonywania siedzącej medytacji. W sanktuarium znajdował się wysoki tron, na którym znajdowała się kopia Sutry lotosu. Nie było żadnych innych wyobrażeń, relikwii czy pism. Nad ołtarzem rozpięty był baldachim a na ścianach rozwieszone sztandary. Praktykujący miał dwie szaty - nową do noszenia wyłącznie w sanktuarium i starszą do noszenia poza nim. Przed tą praktyką medytujący przechodził tydzień oczyszczenia, w którym przygotowywał się duchowo do tej praktyki. O świcie dnia, w którym rozpocznie praktykę, praktykujący czyści i podłogę w sanktuarium, potem spryskuje perfumowaną wodą i szoruje perfumowanym błotem. Na ołtarzu aranżuje lampy olejne i kwiaty oraz zapala rzadki proszek kadzidlany. Skrucha rozpoczyna się wypracowanymi inwokacjami i ofiarowaniami do Trzech skarbów i buddów i bodhisattwów. Przez resztę odosobnienia ten rytuał jest powtarzany w skróconej formie. Medytujący wykonywał następnie zestaw rytuałów w sześciu interwałach dnia i nocy przez 21 dni:
1. Ofiarowanie Trzech Czynów ciała, mowy i umysłu; 2. Wychwalanie Trzech Skarbów - Buddy, Dharmy i Sanghi; 3. Pokłony i cześć dla różnych buddów; 4. Recytowanie formuły skruchy za grzechy sześciu organów zmysłów; 5. Końcowe wychwalanie Trzech Skarbów i recytowanie formuły Trzech schronień. Skrucha sześciu zmysłów była najdłuższą i najbardziej zawiłą częścią ceremonii. Składała się z pięciu etapów, które w tradycji tiantai stały się znane jako "pięć pokut" lub "pięcioraka skrucha" (chiń. wuhui): a. faktyczne wyznanie lub skrucha za grzechy (chiń. chanhui); b. błaganie buddów o pozostanie w świecie i obrócenie koła Dharmy (chiń. quanqing); c. życzliwe połączenie z zasługami innych (chiń. suixi); d. poświęcenie własnych zasług dla oświecenia wszystkich istot (chiń. huixiang); e. ślubowanie wybawienia wszystkich istot (chiń. fayuan).
4. Ani chodzenie, ani siedzenie (chiń. feixing feizuo sanmei).
Tu również opisane są dwie postacie praktyki. Pierwsza łączy każdą formę medytacyjną, kultową lub duchowej dyscypliny, która nie jest ani chodzeniem, ani siedzącą medytacją opisanymi powyżej. Jako główny przykład podaje "skruchę qing Guanyin" (chiń. qing Guanyin chanfa). Druga - jest szczególnym rodzajem wolnej formy medytacyjnej, która aktywnie unika wszelkiego przestrzegania jakichkolwiek specyficznych wzorów i sposobów aktywności. Zhiyi nazywa ją suiziyi, co oznacza "działanie/robienie jak ktoś chce". W bardziej technicznym określeniu "uprawianie samadhi gdziekolwiek czyjś umysł skierował się w danej chwili".
"Skrucha qing Guanyin" rozwinęła się na podstawie tekstu Qing Guanshiyin pusa xiaofu duhai tuoluoni zhou jing (pol. Sutra dharani, która przywołuje bodhisattwę Awalokiteśwarę, aby rozproszył truciznę i krzywdę). Praktyka jest podejmowana w odosobnionym budynku. Jego przygotowanie do praktyki wygląda podobnie do praktyki skruchy, łącznie z dwoma zestawami szat. Ołtarz znajduje się po zachodniej stronie sali, a na jego szczycie znajduje się trójca buddy Amitabhy: Amitabha, Awalokiteśwara i Mahasthmaprapta (chiń. Dashizhi). W tej praktyce może wziąć udział do dziesięciu osób i musi się ona zacząć w jednym z sześciu dni uposatha w miesiącu. W Mohe zhiguan nie ma żadnych wskazań odnośnie do długości trwania tej praktyki, jednak w Guoqing bailu precyzuje się trwanie praktyki od 21 do 49 dni. Podstawowy cykl rytuału dla skruchy qing Guanyin wyglądał następująco: 1. Inwokacja i pokłon przed Trzema Skarbami, siedmioma dawnymi buddami, buddą Amitabhą i bodhisattwami Awalokiteśwarą i Mahasthamapraptą, zgromadzeniem mędrców i trzema dharani z sutry; 2. Ofiarowanie kadzidełek i kwiatów; 3. Siedząca medytacja. 4. Inwokacja do Trzech Skarbów, inwokacja (chiń. chengming) do imienia bodhisattwy Awalokiteśwary oraz ofiarowanie gałązki wierzbowej i oczyszczonej wody bodhisattwie. 5. Recytowanie wersów trzech dharani z sutry; 6. Wyznanie grzechów, skrucha i uczynienie ślubowań; 7. Pokłon przed Trzema Skarbami; 8. Trzy (lub siedem) okrążeń, po których jeden z uczestników praktyki siada na wysokim krześle i recytuje całą sutrę, podczas gdy inni uważnie jej słuchają. Ten rytuał był wykonywany w całości przez co najmniej dwa interwały, co zajmowało dzień i noc - ranek i wczesny wieczór. Pozostałe cztery interwały - południe, popołudnie, północ i późna noc - były przeznaczone na medytacje i zwykłą procedurę czynienia pokłonów przez buddami.
Znaczenie recytowania dwóch pierwszych dharani jest jasne - chodzi o zniszczenie zlej karmy. Natomiast w "dharani o sześciosylabowej frazie" liczba "sześć" jest utożsamiana z sześcioma krainami życia i śmierci. Dzięki recytowaniu tej dharani medytujący wywołuje sześć form Awalokiteśwary. Każda z nich przejawia się i usuwa przeszkody charakterystyczne dla sześciu krain:
- 1. Awalokiteśwara Wielkiego Współczucia pojawia się w piekłach
- 2. Awalokiteśwara Wielkości pojawia się w krainie głodnych duchów
- 3. Awalokiteśwara z Nieustraszonością Lwa pojawia się w krainie zwierząt
- 4. Awalokiteśwara Który Jest Męskim Bohaterem Wśród Bogów i Ludzi pojawia się w krainie ludzi
- 5. Awalokiteśwara Wielkiej Promienistości pojawia się w krainie półbogów, tytanów
- 6. Awalokiteśwara Który Pojawia się Jako Wielki Brahma, Głęboki i Dostojny pojawia się w niebiosach dewów[43].

Ostatnia z sześciu medytacji, które Zhiyi włączył w cztery rodzaje samadhi, to suiziyi czyli "uprawianie samadhi gdziekolwiek czyjś umysł skierował się w danej chwili". Nazwa suiziyi po raz pierwszy pojawia się w podręczniku napisanym przez Huisi Suiziyi sanmei. Być może źródłem inspiracji do tej praktyki była Śūraṅgama-samadhi sutra (chiń. Shoulengyan sanmei jing). Zhiyi odziedziczył tę praktykę po swoim nauczycielu, jednak u niego występuje pod dwoma innymi nazwami, jako jueyi sanmei (pol. samadhi utrzymywania świadomości umysłu [gdziekolwiek umysł wydarza się kierować] i feixing feizuo (pol. ani chodzenie, ani siedzenie). Zhiyi nie wspomina o Śurangamie, natomiast identyfikuje tę praktykę jako jueyi sanmei i wskazuje na Pañcaviṃśatisāhasrikā-prajñāpāramitā-sūtra(chiń. Mohe banruo boluomi jing, pol. Sutra doskonałej mądrości w dwudziestu pięciu tysiącach wersów), w której praktyka ta się pojawia jako siedemdziesiąta druga na liście stu ośmiu wielkich mahajanistycznych samadhi.
Aby wykazać wszechstronność praktyki suiziyi Zhiyi w Mohe zhiguan wyróżnia cztery szerokie kategorie działania, do których można zastosować tę praktykę:
- 1. każda wyraźna forma ukształtowanej medytacji lub religijnej dyscypliny pochodzącej z sutr
- 2. zdrowe działania (w ogólnym znaczeniu)
- 3. niezdrowe działania
- 4. działania, które nie mają żadnej szczególnej wartości moralnej

Te cztery kategorie zawierają wszystkie możliwe typy działania.
Faktyczna metoda dla rozumienia umysłu, gdy jest on w środku działania, skupia się według Zhiyi wokół czterech faz/znaków umysłowej aktywności (chiń. siyun xinxiang):
- 1. jeszcze nie myślenie (chiń. weinian)
- 2. bycie prawie myślącym (chiń. yunian)
- 3. faktyczne myślenie (chiń. zhengnian lub dangnian)
- 4. posiadanie myśli (chiń. nianyi)

Chociaż istnieje nieograniczona różnorodność działań i wielość sposobów wyróżniania różnych psychologicznych i fizycznych okoliczności, które są obecne w każdym momencie aktywności, to w jadrze każdej aktywności leży ten właśnie wzór czterech faz powtarzających się nieustanie.
Praktykujący suiziyi musiał się najpierw zaznajomić z tymi czterema fazami i rozwinąć swoją medytacyjną koncentrację tak, aby mógł jasno wyróżnić ich obecność w każdej chwili mentalnej aktywności. Kiedy ten cel został osiągnięty, praktykujący skupia swoją uwagę na pierwszych dwóch fazach, które oznaczają faktyczne powstanie myślenia i działania. Utrzymując stałą świadomość momentu, gdy mentalny udział nabiera kształtu, medytujący poddaje te dwie pierwsze fazy rygorystycznej analizie w określeniach czterech możliwych alternatywach logicznego wniosku (chiń. siju, skr. catuṣkoti). Aby zrozumieć podstawę, na której zamiar działania najpierw powstaje, śledzi uprzednie mentalne warunki - fazę "jeszcze nie myślenie". Gdy druga faza "bycia prawie myślącym"  powstaje, zapytuje:
- 1. Czy ta pierwsza faza "jeszcze nie myślenia" zaginęła?
- 2. Czy ta faza "jeszcze nie myślenia" nie zaginęła?
- 3. Czy "jeszcze nie myślenie" zarówno zaginęło jak i nie zaginęło?
- 4. Czy "jeszcze nie myślenie" ani zaginęło, ani nie zaginęło?

Następnie medytujący zwraca swa uwagę na pojawienie się drugiej fazy "bycia prawie myślącym". Zapytuje więc:
- 1. Czy ta faza "bycia prawie myślącym" powstała?
- 2. Czy ta faza "bycia prawie myślącym" nie powstała?
- 3. Czy "bycie prawie myślącym" zarówno powstało jak i nie powstało?
- 4. Czy "bycie prawie myślącym" ani powstało, ani nie powstało?[46].

Dzięki tym pytaniom praktykujący dochodził do uchwycenia bezpodstawności wszystkich aspektów umysłu i działania. Pustość pozostałych dwu faz "faktycznego myślenia" i "posiadania myśli" ujawniała się i nie wymagały one dodatkowego wysiłku.
Porównując suiziyi z innymi praktykami czterech rodzajów samadhi widać, że wykazuje ona związek z bardziej zaawansowanymi technikami rozumienia umysłu niż z "pratjutpanną", lotosowym samadhi i skruchą "qing Guanyin". Była ona skuteczna w wykazywaniu pustki (skr. śunjaty) aktywności umysłowych. Zapewne dlatego Zhiyi nie zaliczał jej do wysoko ukształtowanych i rytualistycznych praktyk "opartych na sutrach", ale traktował ją jako "zwyczajną", która przez to, iż tworzy ten wnikliwy umysł, pełni główną rolę dla innych medytacji czterech rodzajów samadhi.
Praktyka suiziyi nie była przeznaczona dla wszystkich. W pracy Jueyi sanmei xingfa Zhiyi przedstawił wstępne dyscypliny prowadzące do pełnej praktyki suiziyi:
- 1. Złożenie ślubowań
- 2. Poskromienie umysłu przy pomocy Sześciu doskonałości
- 3. Ujawnienie umysłowych etapów
- 4. Ogólna wnikliwość umysłu (podczas siedzącej medytacji)
- 5. Szczególna wnikliwość pośród wszelkich aktywności[48].

## Szkoła tiantai
- Nagardżuna (ok. 150–250) pierwszy patriarcha
  - Huiwen (V wiek-VI wiek) drugi patriarcha
    - Nanyue Huisi (515-577) trzeci patriarcha
      - Hyeongwang Koreańczyk, działał w latach 539-575
      - Huicheng
      - Zhiyi (538-597) czwarty patriarcha (pierwszy patriarcha)
      - Zhiyue (543-616)
        - P’ayak Koreańczyk
        - Zhang’an Guanding (561–632) piąty patriarcha (drugi patriarcha)
          - Fahua Zhiwei (zm. 680) szósty patriarcha (trzeci patriarcha)
            - Tiangong Huiwei (634-713) siódmy patriarcha (czwarty patriarcha)
              - Zuoxi Xuanlang (673-754) ósmy patriarcha (piąty patriarcha)
                - Jinhua Fangyan[49]
                - Jingxi Zhanran (711-782) dziewiąty patriarcha (szósty patriarcha)
                  - Daosui[50] dziesiąty patriarcha (siódmy patriarcha), 1 patriarcha japoński
                    - Saichō (767-822) założyciel szkoły tendai w Japonii

                  - Xingman
                    - Guangxiu jedenasty patriarcha
                      - Wuwai dwunasty patriarcha
                        - Yuanxiu trzynasty patriarcha
                          - Qingsong czternasty patriarcha
                            - Xiji ?
                              - Weiyuan Yitong (zm. 988) (kor. Euideong) szesnasty patriarcha
                                - Siming Zhili (960-1028)

                  - Mingkuang
                  - Liangsu
                  - Pŏbyung Koreańczyk, rozwijał tiantai w Korei
                    - Iŭng
                    - Sunyŏng

XVI i XVII wiek
- Yueting Mingde (1531–1588)
  - Miaofeng Zhenjue (1537–1589)
    - Wulou Chuanping (1565–1614)
    - Wujin Chuandeng (1554–1628)
      - Tianxi Shoudeng (1607–1675)